# Gordan Matić
Gordan Matić (Kragujevac, 1971) srpski je režiser
Živi i radi u Beogradu. Široj javnosti je postao poznat po igrano dokumentarnom filmu Žućko - priča o Radivoju Koraću.

## Stvaralaštvo
Režirao je ili napisao više radova:

### Producent
- Život za sebe (TV)
- Ringeraja (celovečernji)
- Dašak (kratki)
- Ko spava kod orla i dva lava? (dokumentarni)
- Kolonija (dokumentarni)

### Pozorište
- 12 Gnevnih ljudi
- Leteti
- Sanjajući more

### TV drame
- Suđenje Haroldu Pinteru
- Život za sebe
- Zapali me
- Hotel: Slobodan promet
- Poslednje mene

### TV serije
- Kolevka kulture,
- XXL,
- Šumadija – unplugged
- Industrijska Evolucija
- Kalkanski krugovi

### Filmovi
- My opinion (kratki)
- Život za sebe (igrani)
- Ko spava ko orla i dva lava? (dokumentarni)
- Žućko, priča o Radivoju Koraću
- Pucnji u Marseju

## Spoljašnje veze
- Tekst o filmu Žućko priča o Radivoju Koraću